# Виглазов Микита Сергійович
Микита Сергійович Виглазов (рос. Никита Сергеевич Выглазов; 28 жовтня 1985, м. Оленегорськ, СРСР) — російський хокеїст, нападник. Виступає за «Металург» (Новокузнецьк) у Континентальній хокейній лізі. 
Вихованець хокейної школи СКА (Санкт-Петербург). Виступав за «Іжорець» (Колпино), СКА (Санкт-Петербург), «Спартак» (Санкт-Петербург), «Хімік-СКА» (Новополоцьк), «Динамо» (Мінськ), «Зауралля» (Курган), «Авангард» (Омськ), «Металург» (Новокузнецьк), «Єрмак» (Ангарськ). 